# Saint-Priest-de-Gimel
Saint-Priest-de-Gimel è un comune francese di 481 abitanti situato nel dipartimento della Corrèze nella regione della Nuova Aquitania.

## Società

### Evoluzione demografica
Abitanti censiti